# Matt Neal
Matt Neal, né le 20 décembre 1966 à Stourbridge, est un pilote britannique. Il a notamment remporté le Championnat britannique des voitures de tourisme à trois reprises, en 2005, en 2006 et en 2011. En raison de sa grande taille (près de deux mètres), Neal est quasiment incapable de conduire une monoplace.

## Carrière

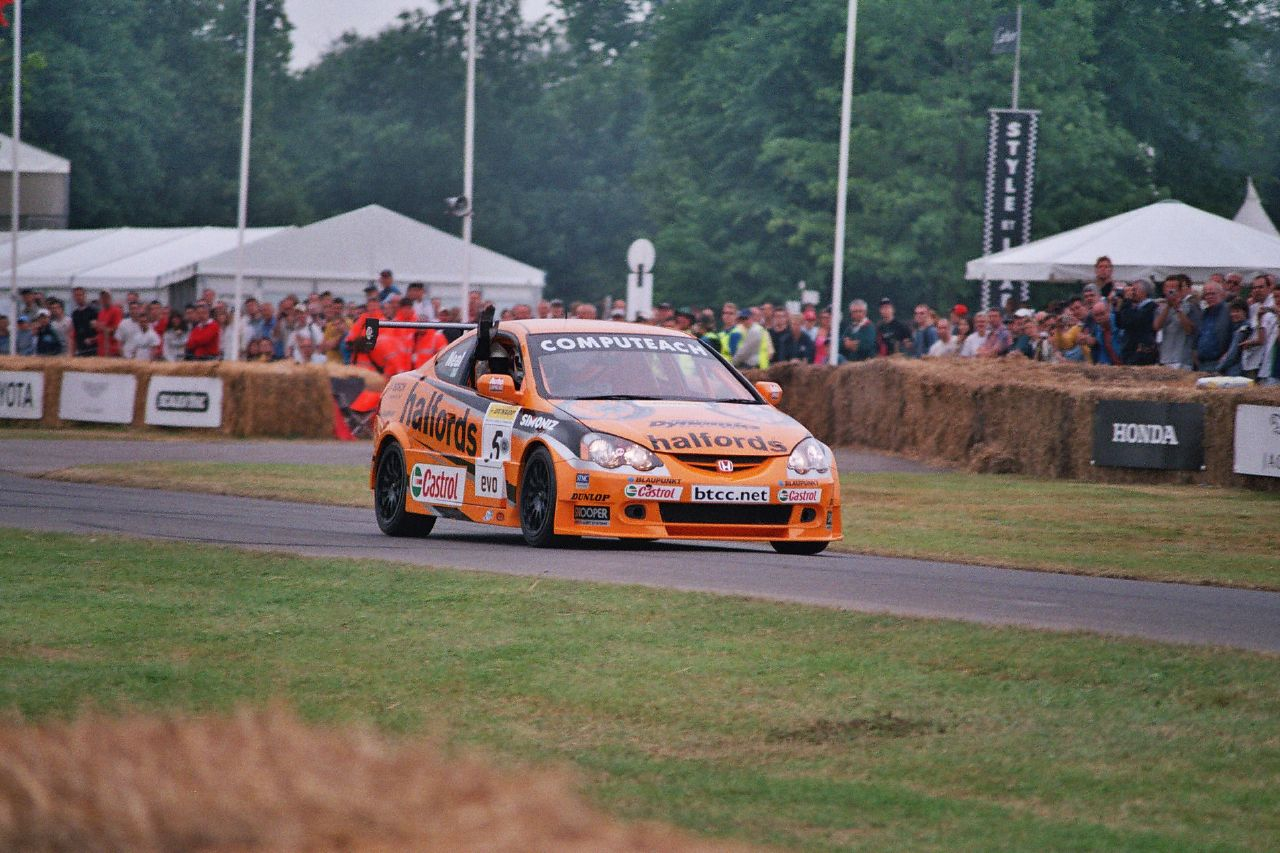
La Honda Integra de Matt Neal, champion de Grande-Bretagne des voitures de tourisme 2005

Matt Neal est entrée dans le BTCC au début des années 1990 avec son père dans l'écurie Team Dynamics (en), après avoir copiloté une BMW M3 aux 24 heures de Willhire 1990 à Snetterton. Il rejoint ensuite l'équipe Mazda pour la saison 1994, qu'il interrompra brutalement par un grave accident à Silverstone lors de la 5e manche du championnat. 
Il réintègre Team Dynamics (en) en 1995 pour plusieurs années et humilie les grands noms de la compétition, et remporte le titre des Indépendants à trois reprises. En 1999, il remportera la course de Donington Park au volant de sa Nissan, le premier concurrent indépendant à réaliser cette performance depuis l'ère moderne.
La réglementation du championnat a changé en 2001, et Neal rejoint l'écurie Peugeot mais a dû abandonner la compétition à la fin de la 2e manche. L'année suivante, il intègre l'écurie Vauxhall et l'écurie Honda en 2003 avec lesquelles il terminera en troisième position, avant de rejoindre une troisième fois la Team Dynamics (en) en 2004, parrainé cette fois par Halfords (en), avec qui il obtiendra une 5e place.

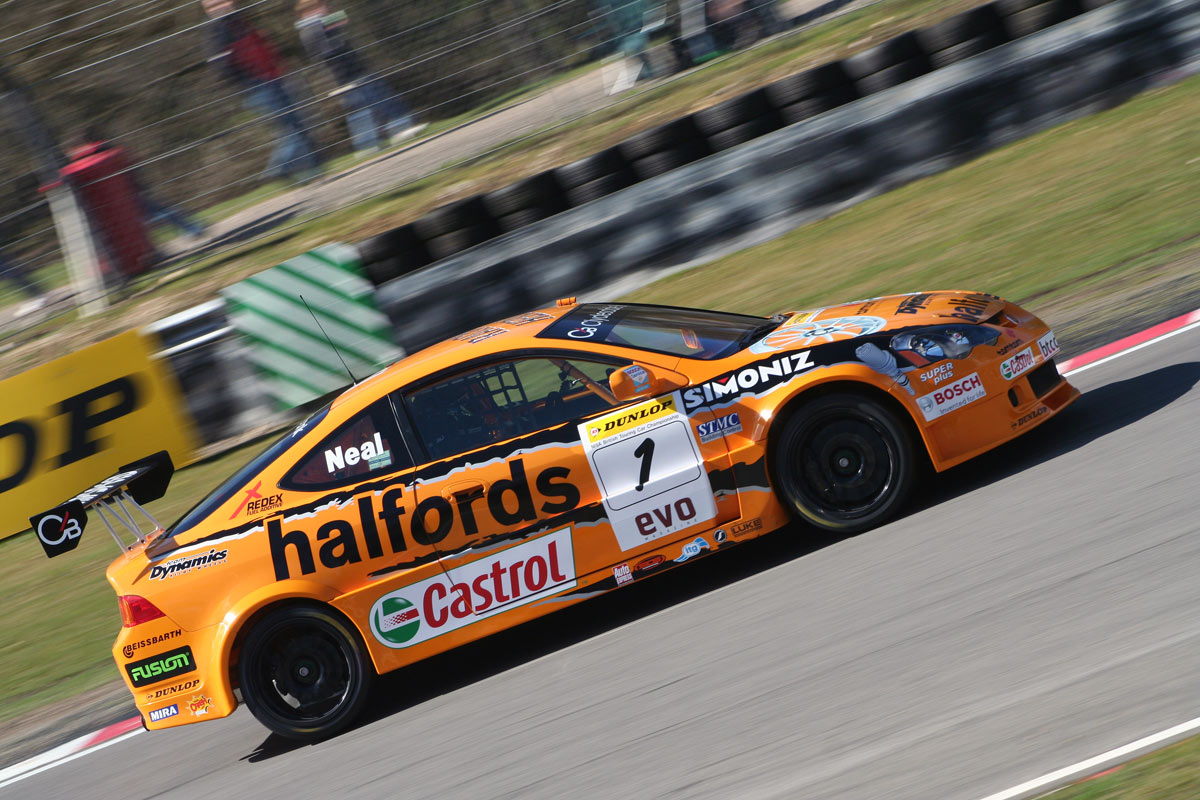
Matt Neal remporte son deuxième titre en BTCC en 2006

Pour la saison 2005, l'écurie de Neal a élaboré une Honda Integra très compétitive, ce qui était assez inhabituelle chez les équipes indépendantes, concourant habituellement avec d'anciens véhicules de série, mais Neal remporte le championnat dans la dernière manche, à Brands Hatch. De plus, Matt Neal a fini toutes les courses du championnat dans les points, ce qui en fait le premier pilote a réaliser cet exploit depuis que le calendrier a été rallongé à 30 courses.
Pour la saison suivante, Neal, au volant, d'une Honda Integra une fois encore, remporte le championnat une nouvelle fois en ayant des résultats constants : en effet, une 4e place lors de la 28e manche lui suffisait pour décrocher le titre.
Revers de la médaille : après deux ans de course sans connaître une seule panne, Neal ne disputera pas la dernière course du championnat en raison d'un problème de suspensions.
En 2007 Teams Dynamics remplace son Honda Integra pour une Honda Civic. Neal remporte la 3e course, mais les écuries Vauxhall et Seat étaient les plus compétitives de cette saison, rendant Neal incapable de se battre pour un troisième titre. Un terrible crash à Brands Hatch permettra à Neal d'obtenir une 4e place.

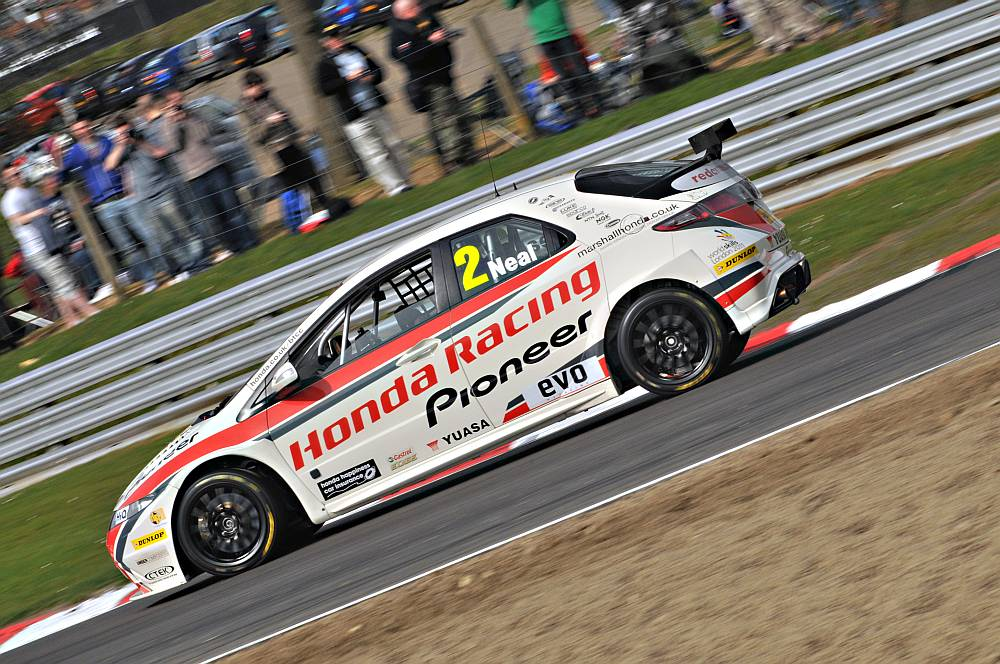
Matt Neal remporte son 3e titre en 2011

Neal intègrera VX Racing (en) en 2008. Il terminera le championnat à la cinquième place avec une victoire à Rockingham.
L'année suivante, Neal terminera en quatrième position avec une victoire à Brands Hatch.
En 2010, il réintègre Team Dynamics (en) sous la bannière de l'équipe Honda.
En 2011, il enlève pour la troisième le championnat des pilotes avec sept victoires à la clé.